# Giovanni Gaetano Bottari
Giovanni Gaetano Bottari (Firenze, 15 gennaio 1689 – Roma, 4 giugno 1775) è stato un filologo, lessicografo, archeologo, bibliotecario, erudito e teologo italiano.

## Biografia
Nato a Firenze, iniziò lo studio dell'eloquenza e della lingua latina all'età di dieci anni, da privatista, sotto la guida di Antonio Maria Biscioni.  Dal 1704 al 1708 seguì i corsi di teologia, di indirizzo tomistico, presso i domenicani di San Marco.  Continuò poi da solo lo studio della filosofia, della fisica e della matematica; apprese inoltre il greco con l'aiuto di Anton Maria Salvini. Ricevette successivamente gli ordini sacri e quindi la mozzetta teologale (20 agosto 1716), dopodiché entrò al servizio della famiglia Corsini.
Negli anni Venti diresse la Stamperia granducale medicea di Firenze, curò le Dissertazioni del filologo Benedetto Averani ed ebbe rapporti di collaborazione con Benedetto Bacchini. Acquistò in breve tempo fama di profondo conoscitore della lingua e della letteratura toscana, tanto da essere accolto nell'Accademia della Crusca, dove gli fu affidato il prestigioso incarico di dirigere l'impegnativo allestimento della IV edizione del Vocabolario della Crusca (1729-38). Per l'Accademia Bottari avrebbe poi tenuto un ciclo di trentatré lezioni sul Decamerone, tese a dimostrare nel Boccaccio non solo l'assenza di intenti irreligiosi od osceni, ma addirittura la presenza di intenti morali e esegetici. L'opera risulta oggi interessante per i commenti di ordine filologico fatti dal Bottari al lessico del Boccaccio. Sempre in quegli anni collaborò dapprima a un'edizione delle Novelle del Sacchetti, stampata a Napoli nel 1726 (con falsi dati tipografici), e successivamente a un'edizione dell'Ercolano di Benedetto Varchi, che aveva in appendice un Dialogo anonimo sopra il nome della lingua volgare, attribuito da Bottari a Niccolò Machiavelli. Nello stesso periodo Bottari cominciò a interessarsi alla dottrina e alla letteratura giansenistica.
Nel novembre del 1730 Bottari lasciò per sempre la città natale e si trasferì a Roma, invitato da Neri Maria Corsini, nipote del neoeletto papa Clemente XII. Qui Bottari entrò in servizio alle dipendenze del cardinal Corsini a Palazzo Corsini alla Lungara. Grazie all'appoggio corsiniano ottenne dapprima un canonicato a Sant'Anastasia e, poco dopo, la cattedra di Storia ecclesiastica e controversie alla Sapienza. A Palazzo Corsini fondò poi il Burchiello, un circolo culturale, e organizzò la biblioteca, che sarebbe poi stata aperta al pubblico (la Corsiniana). Clemente XII lo nominò cappellano segreto, arciprete di Santa Maria in Cosmedin e secondo custode della Biblioteca Vaticana; il papa lo incaricò inoltre di curare una nuova edizione della Roma sotterranea del Bosio e del suo rifacimento in latino dell'Aringhi (Roma subterranea novissima). Gli impegni molteplici lo spinsero a rinunciare nel 1739 alla cattedra universitaria.
Morto Clemente XII (1740), Bottari partecipò al seguito del cardinal Corsini al conclave, durante il quale completò l'edizione degli Antiquissimi Virgiliani Codicis fragmenta et picturae, corredata dalle incisioni di Piersanti Bartoli. In seguito il nuovo papa Benedetto XIV nominò Bottari membro delle accademie di Storia ecclesiastica, dei Concili e di Antichità e gli affidò il canonicato di Santa Maria in Trastevere. Iniziò per l'erudito di casa Corsini un periodo fecondo, che gli fece ottenere grande notorietà come erudito, storico dell'arte e filologo.
Dal punto di vista religioso, dopo il 1740 l'atteggiamento di Bottari divenne progressivamente sempre più filogiansenista e antigesuita. Egli accettava la condanna papale delle cinque proposizioni di Giansenio, ma riteneva che fossero interpretabili in diversi modi e fossero quindi suscettibili di maneggi da parte dei Gesuiti, i quali - secondo Bottari - avevano come fine principale il discredito delle dottrine di Sant'Agostino e di San Tommaso d'Aquino. Bottari svolse opera di divulgazione e proselitismo a favore del giansenismo, tanto che, attorno alla metà del secolo, si guadagnò la fama di nume tutelare del movimento giansenista a Roma (circolo dell'Archetto).
La disponibilità di Palazzo Corsini e della sua ricca biblioteca permise all'erudito fiorentino di allacciare relazioni pubbliche e acquistare numerose incisioni oltre che libri dalla Francia, che spesso egli stesso traduceva in lingua italiana. L'attività di divulgazione fu affiancata dalla collaborazione al Giornale de' Letterati, nella serie stampata dai fratelli Pagliarini dal 1742 al 1759. Anche a Roma non venne meno il suo interesse per la filologia toscana: qui, infatti, curò la pubblicazione del Fiore di virtù, dell'Istoria di Barlaam e Giosaffatte e di varie opere di Domenico Cavalca, tra cui sette trattati (Specchio di Croce, Pungilingua, Frutti della lingua, Medicina del cuore, Disciplina degli spirituali con il Trattato delle trenta stoltizie, Esposizione del Simbolo degli Apostoli) e due volgarizzamenti (quello del Dialogo di san Gregorio e quello dell'Epistola a Eustochio di san Girolamo).
Bottari morì a Roma nel 1775.

## Scritti (selezione)
- Carmina illustrium poetarum italorum, 11 voll., Florentiae, Typis Regiae Celsitudinis apud Joannem Cajetanum Tartinium & Sanctem Franchium, 1719-1726.[6]
- Sculture e pitture sagre estratte dai cimiteri di Roma pubblicate già dagli autori della Roma sotterranea ed ora nuouamente date in luce, 3 voll., Roma, nella Stamperia Vaticana presso Giovanni Maria Salvioni, 1737-1754.
- Dialoghi sopra le tre arti del disegno, Lucca, per Filippo Maria Benedini, 1754.
- Raccolta di lettere sulla pittura, scultura ed architettura scritte da' più celebri professori che in dette arti fiorirono dal sec. XV al XVII, 7 voll., Roma, per gli Eredi Barbiellini mercanti di libri e stampatori a Pasquino, 1754-1773 (Tomo I, Tomo III, Tomo VI).
- Lezioni di monsignore Giovanni Bottari sopra il Decamerone, 2 voll. Firenze, presso Gaspero Ricci, 1818.